# 新拉兰热拉斯
新拉兰热拉斯是巴西巴拉那州的一个市镇。总面积1145.485平方公里，总人口11598人，人口密度10.1人/平方公里。